# Institut Català d'Investigació Química
L'Institut Català d'Investigació Química (ICIQ) és una fundació privada creada l'any 2000 per la Generalitat de Catalunya, amb participació de la Universitat Rovira i Virgili i de les empreses Esteve, BASF, Repsol i Bayer, i que inicià les activitats els 2004, amb l'objectiu de convertir-se en un centre d'excel·lència quant a la recerca en el camp de la química.
L'edifici, situat en el nucli del Parc Científic i Tecnològic de Tarragona, està estructurat de forma modular i sota criteris de sostenibilitat que minimitzen el consum d'aigua i energia, disposa de 27 laboratoris de recerca, 3 de suport a la recerca i 4 laboratoris tecnològics, tots a càrrec de personal altament especialitzat. A més, hi ha un laboratori dedicat a la Ressonància Magnètica Nuclear, un clúster d'ordinadors, un laboratori per a reaccions a pressió i un auditori. Treballa tres línies principals de recerca: la catàlisi dels processos químics, la química supramolecular i les energies renovables.
El 2015 passa a ser part del Barcelona Institute of Science and Technology (BIST), creat el mateix any per agrupar centres d'excel·lència en recerca de diferents camps.

## Catàlisi
En el camp de la catàlisi els objectius de l'ICIQ se centre en la troballa de noves formes per a un millor aprofitament de les matèries primeres, dissenyar nous mètodes catalítics per obtenir materials biodegradables, additius per a combustibles i nous polímers, desenvolupar rutes més curtes i més eficients per aconseguir substàncies bioactives, i la mitigació dels efectes del canvi climàtic a través de la conversió de diòxid de carboni en productes valuosos (metanol o àcids carboxílics emprats en la indústria o en farmàcia).

## Energies renovables
Quant a les energies renovables els grups de treball de l'ICIQ se centren a descobrir noves molècules i materials que tenguin propietats catalítiques sobre la reacció de descomposició de l'aigua en hidrogen i oxigen, i en dissenyar cel·les fotovoltaiques que permetin obtenir també hidrogen a partir de l'aigua. Ambdues línies de treball comparteixen l'objectiu d'obtindre hidrogen per a ser emprat com a combustible i reduir, així, l'ús de combustibles fòssils que són els causants del canvi climàtic.